# María Elva Pinckert
María Elva Pinckert Vaca (Montero, Santa Cruz; 15 de enero de 1961) es una abogada y política boliviana que ejerció como ministra de Medio Ambiente y Agua desde el 13 de noviembre de 2019 hasta el 9 de noviembre de 2020, durante el gobierno de la presidenta de Bolivia, Jeanine Añez. Anteriormente, ejerció como senadora por el Departamento de Santa Cruz entre 2015 y 2019.